# 细长喙薹草
细长喙薹草（学名：Carex commixta）为莎草科薹草属下的一个种。分布在马来西亚、缅甸、泰国、印度尼西亚、越南以及中国大陆的海南省等地，生长于海拔600米至1,300米的地区，一般生长在林下及林缘，目前尚未由人工引种栽培。

## 扩展阅读
- 維基物種上的相關：细长喙薹草